# Força de Defesa da África do Sul

Insígnia das Forças de Defesa Sul-africanas.

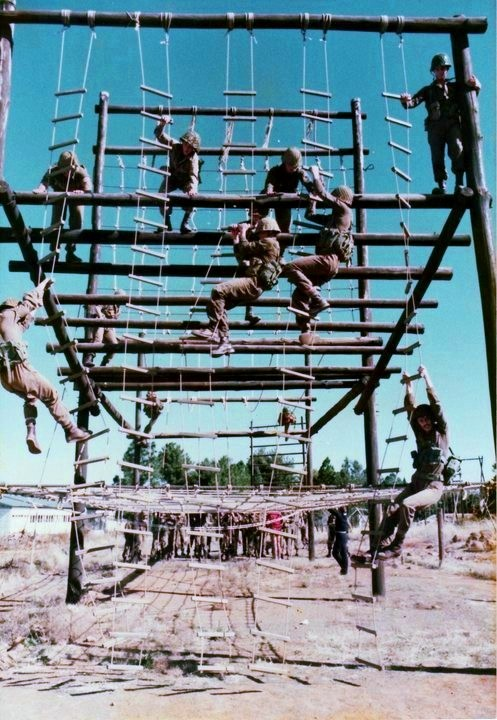
Antigos militares sul-africanos em um exercício de treinamento.

A Força de Defesa Sul-Africana (South African Defence Force ou SADF) foram as forças armadas oficiais da África do Sul de 1957 a 1994, quando foi substituída pela Força Nacional de Defesa da África do Sul. A SADF esteve envolvida em diversos conflitos na África e na manutenção do regime do Apartheid.
Em 1986, chegou a ter 82 400 em suas fileiras.